# Empidonax oberholseri
El  mosquero oscuro (Empidonax oberholseri), también conocido como mosquerito oscuro o papamoscas matorralero (en México), es una especie de ave paseriforme de la familia Tyrannidae, perteneciente al numeroso género Empidonax. Es un ave migratoria que anida en el oeste de América del Norte e inverna en México y Guatemala. 

## Distribución y hábitat

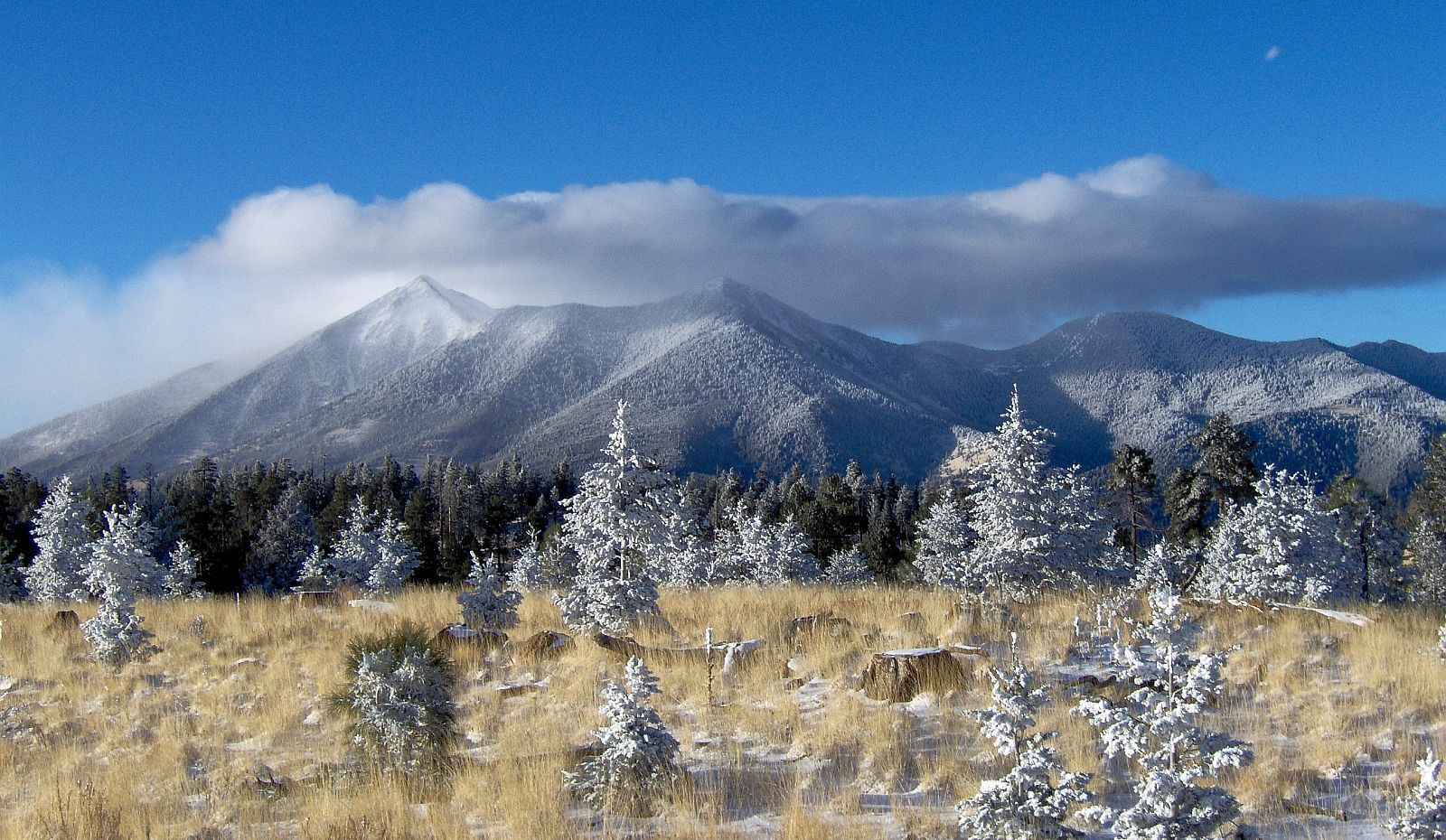
Sierra de San Francisco, Arizona, ejemplo de hábitat de la especie.

El área reproductiva de esta especie se extiende en el oeste de Canadá desde el extremo suroeste de Yukon al sur por el noreste y centro de la Columbia Británica, y hacia el este hasta los extremos suroeste y sureste de Alberta y extremo suroeste de Saskatchewan; en el oeste de Estados Unidos desde el centro de Washington hacia el sur (excepto en áreas costeras de Washington y Oregón) hasta el sur de California, sur de Nevada, suroeste de Utah, centro de Arizona y centro y noreste de Nuevo México, y hacia el este hasta el sureste de Montana, oeste de Dakota del Sur y centro de Colorado; también en el norte de Baja California, México.
En los inviernos boreales migra hacia el sur donde pasa la temporada no reproductiva desde el extremo sur de Arizona al sur en México desde Sonora, noroeste de Durango, sur de Coahuila, centro de Nuevo León, y centro de Tamaulipas al sur, principalmente a través de tierras altas, hasta Guerrero y Oaxaca, y ocasionalmente más al sur hasta el noroeste de Guatemala (Huehuetenango).
El hábitat reproductivo del mosquero oscuro se compone de terrenos arbustivos, enmarañados, y áreas abiertas con árboles dispersos; en árboledas de álamos, enmarañados de sauces, bosques de coníferas abiertos y chaparrales de montaña. En altitudes entre 650 y 3000 m.
El hábitat durante la invernada es similar, tierras altas del interior de México con bosques de roble y pino-roble; también en campos semiabiertos, bordes del bosque, bosques ribereños y setos; y en matorrales áridos a semiáridos y claros arbustivos con árboles dispersos.

## Sistemática

### Descripción original
La especie E. oberholseri fue descrita por primera vez por el ornitólogo estadounidense Allan Robert Phillips en 1939 bajo el mismo nombre científico; su localidad tipo es: «Hart Prairie, Sierra de San Francisco, Arizona». El holotipo, un macho adulto recolectado el 13 de junio de 1938, se encuentra depositado en el Museo Americano de Historia Natural bajo el número USNM 342070.

### Etimología
El nombre genérico masculino «Empidonax» se compone de las palabras del griego «empis, empidos» que significa ‘mosquito’, ‘jején’, y «anax, anaktos» que significa ‘señor’; y el nombre de la especie «oberholseri», conmemora al ornitólogo estadounidense Harry Church Oberholser (1870–1963).

### Taxonomía
La presente especie es muy similar morfológicamente al mosquero gris (Empidonax wrightii). La historia taxonómica ha sido problemática. Cuando fue descrito como especie en 1889, el mosquero gris fue nombrado Empidonax griseus. Este nombre se volvió un sinónimo posterior de E. wrightii cuando se descubrió que la especie tipo designada para el mosquero oscuro era, de hecho, un mosquero gris. El nombre vigente en aquel momento para el mosquero oscuro fue mosquero de Wright (E. wrightii), un nombre propuesto anteriormente en 1858. Debido a que el nombre wrightii tenía prioridad, que se aplicó al mosquero gris, A.R Phillips en 1939 propuso un nuevo nombre para el mosquero oscuro, E. oberholseri.
La subespecie descrita Empidonax oberholseri spodius Oberholser, 1974, se considera inseparable de la nominal. Es monotípica.